# Veintiocho bolcheviques
Los veintiocho bolcheviques fueron un grupo de militantes del Partido Comunista de China (PCCh) que dominaron la dirección del Partido desde 1930 hasta la Larga Marcha en 1934. El líder del grupo fue Wang Ming. Bajo el nombre de Veintiocho Bolcheviques se han agrupado tradicionalmente a todos aquellos militantes del PCCh que habían estudiado en Moscú, en la Universidad Sun Yat-sen de Moscú, establecida en la Unión Soviética para formar a jóvenes asiáticos (especialmente chinos) en el marco de la cooperación entre el régimen soviético y los dos partidos reformistas chinos de la primera mitad del siglo XX: el propio PCCh y el Kuomintang, inicialmente aliado con los comunistas hasta la ruptura en 1927.

## Origen del nombre

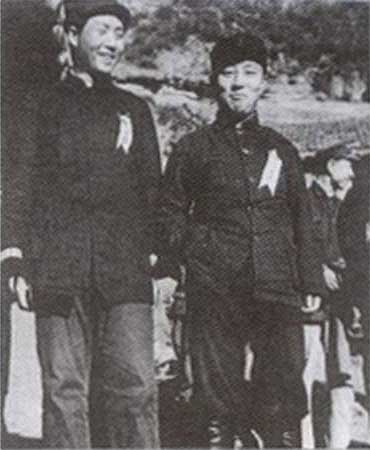
1937 Mao Zedong Wang Ming en Yan'an.

La denominación de Veintiocho Bolcheviques procede en realidad de una confusión histórica. No es posible identificar a 28 personas concretas como miembros de este grupo, y los intentos de atribución de identidades varían según las fuentes. Tampoco este nombre designa a un cuerpo organizado de líderes trabajando conjuntamente, sino a un grupo difusamente caracterizado por su apego a la línea oficial de la URSS.
El historiador chino Wang Yunsheng atribuye el origen de la expresión a una reunión de estudiantes de la Universidad Sun Yat-sen de Moscú en el verano de 1929. En esa reunión habrían participado 28 estudiantes, muchos de los cuales decidieron allí unirse oficialmente al Partido Comunista de China. Sin embargo, la identificación de esta reunión con todos los dirigentes comunistas chinos de formación soviética sería errónea, pues no todos los participantes en la misma se unirían al Partido. Paradójicamente Wang Ming, considerado el líder del grupo, ni siquiera estuvo presente en dicha reunión.

## Influencia en el Partido Comunista de China
Debido a la formación soviética de estos jóvenes chinos, la Unión Soviética apoyó a Wang Ming y sus colaboradores para dirigir el Partido Comunista de China, que había sido fundado con apoyo soviético en 1921, y dependía para su organización y financiación de la Internacional Comunista o Komintern.
El asesor de la Komintern Pável Mif apoyó la subida al poder como secretario general del partido de Wang Ming, en detrimento del anterior líder Li Lisan. El relevo de poder se produjo durante la IV Sesión Plenaria del VI Congreso Nacional del Partido Comunista de China, en 1930.
A pesar de las reticencias de otros miembros del PCCh, el apoyo soviético sería crucial en el ascenso al poder de Wang Ming y sus más cercanos colaboradores, agrupados bajo ese impreciso nombre de veintiocho bolcheviques.
En noviembre de 1931 Wang Ming se trasladó a Moscú, donde sería el representante del PCCh ante la Komintern. No volvería a China sino hasta 1937. La dirección del PCCh en China pasaba entonces a otro de los veintiocho bolcheviques: el joven dirigente Bo Gu, de 24 años.
Los reveses militares sufridos por el PCCh tras la ruptura de la colaboración con el Kuomintang y las campañas anticomunistas del nuevo hombre fuerte de ese partido, Chiang Kai-shek desde 1927, llevaría a los dirigentes del Partido a establecerse en la provincia sureña de Jiangxi, donde Mao Zedong había establecido una zona controlada por el PCCh, llegando a fundar la República Soviética de China como embrión del nuevo Estado chino que los comunistas deseaban establecer.
El acoso del ejército de la República de China, dominado por el Kuomintang y por la figura de Chiang Kai-shek como generalísimo, llevaría finalmente a los líderes del Partido a abandonar la zona de Jiangxi, dando comienzo a la Larga Marcha. Durante esta expedición la autoridad de Bo Gu y del asesor de la Komintern, el alemán Otto Braun, sería cuestionada por las bases del Partido. Algunos miembros del grupo, en particular Zhang Wentian y Wang Jiaxiang, pasarían a apoyar a Mao especialmente a partir de la histórica Reunión de Zunyi en 1935, donde por vez primera se debatió si a los Veintiocho Bolcheviques les correspondía realmente liderar al PCCh.
La paulatina pero indetenible subida al poder de Mao tras la Reunión de Zunyi marcaba el final del liderazgo político efectivo de los Veintiocho Bolcheviques y de su cohesión como grupo. Algunos de los jóvenes líderes llegados de la URSS apoyarían decididamente a Mao, mientras otros se limitaban a acatar su autoridad para evitar pugnas internas; en adelante, la Komintern se resignaba a dejar la dirección del PCCh en manos de líderes no formados en la URSS. En el fondo, la Reunión de Zunyi suponía el inicio del distanciamiento entre los comunistas chinos y los soviéticos, que culminaría en una hostilidad abierta muchos años después cuando, ya después de la victoria comunista en la guerra civil china, se produjo la Ruptura Sino-Soviética.
El líder del grupo, Wang Ming, acabaría viviendo exiliado en Moscú, enfrentado abiertamente al régimen de la República Popular China dirigido por Mao Zedong. Durante la época de la Revolución Cultural, en la década de 1960 (momento de máxima tensión entre China y la Unión Soviética), el papel histórico de los Veintiocho Bolcheviques sería atacado con dureza, acusados de dogmáticos, ser muy influidos por la URSS, y de tener muy poco conocimiento sobre las circunstancias políticas reales de China.

## Miembros
Debido al origen accidental del nombre, es imposible establecer una lista definitiva de identidades. Los siguientes 29 nombres suelen aparecer en la mayoría de las menciones a los veintiocho bolcheviques: Wang Ming, junto con su esposa Mèng Qìngshù (孟慶樹), Bo Gu, Zhang Wentian, Wang Jiaxiang, Yang Shangkun, Chén Chānghào (陳昌浩), junto con su esposa Dù Zuòxiáng (杜作祥), Shěn Zémín (沈澤民) y su esposa Zhāng Qínqiū (張琴秋), Hé Kèquán (何克全), también llamado Kǎi Fēng (凱豐), Xià Xī (夏曦), Hé Zǐshù (何子述), Shèng Zhōngliàng (盛忠亮), Wáng Bǎolǐ (王寳禮), Wáng Shèngróng (王盛榮), Wáng Yúnchéng (王雲程), Zhū Āgēn (朱阿根), Zhū Zìshùn (朱自舜, mujer), Sūn Jìmín (孫濟民), Sòng Pánmín (宋盤民), Chén Yuándào (陳原道), Lǐ Zhúshēng (李竹聲), Lǐ Yuánjié (李元杰), Wāng Shèngdí (汪盛荻), Xiāo Tèfǔ (肖特甫), Yīn Jiàn (殷鋻), Yuán Jiāyōng (袁家鏞) y Xú Yǐxīn (徐以新). Este último sería una figura destacada, pero cuya vinculación con el comunismo chino no sería total. Por esa razón, algunos historiadores han utilizado la denominación "veintiocho bolcheviques y medio" para estas 29 personas.